# 牧港駅
牧港駅（まちなとえき）は、1937年（昭和12年）3月から1945年（昭和20年）3月までの間、沖縄県浦添村（現・浦添市）にあった沖縄県営鉄道嘉手納線の駅（廃駅）である。

## 歴史
地元請願駅である。沖縄県営鉄道では最も新しい駅であったが、太平洋戦争により開業してから8年後に事実上廃止となり、駅としての短い役割を終えた。
当駅と大謝名駅の駅間距離(800 m)は短いが、これは嘉手納線開業当時は城間 - 大謝名間には駅がなく、後で当駅が新設されたためである。開業前に地元住民が駅の設置に反対したが、開業後には駅建設用の土地が提供されるなどし、嘉手納線開業14年後に当駅が設置されている。

### 年表
- 1937年（昭和12年）3月：嘉手納線の駅として開業。
- 1945年（昭和20年）3月23日ごろ：嘉手納線の運行が終了。旅客乗り入れ路線がなくなり事実上廃止。

## 駅構造
単式ホーム1面1線の地上駅。無人駅。

## 駅周辺
位置的には牧港郵便局入口バス停（牧港（南）交差点から150mほど南）付近である。駅より県道を挟んで北側には牧港集落があった。

## 現状
駅跡は確認できない。城間駅からは県道（現・国道58号）と合流し、その後南側に進路を変えたのち、当駅につながっていた。当駅前後の廃線跡は狭いながらも道路として残っており、大謝名駅跡付近まで辿ることができる。

## その他
当駅は前述の通り地元の要望により設置された請願駅であったが、国道58号を牧港（南）交差点より400 mほど那覇方面に進んだところに設置されている第一牧港バス停（宜野湾向けのみ）も2001年（平成13年）に地域住民による要望により設置されたものである。

## 隣の駅
沖縄県営鉄道
■嘉手納線
城間駅 - 牧港駅 - 大謝名駅